# 제32SS의용척탄병사단 1월 30일
제32SS의용척탄병사단 1월 30일(32. SS-Freiwilligen-Grenadier-Division „30. Januar“)은 나치 독일의 무장친위대 사단 중 하나이다. 1945년 1월 26일 그전에 궤멸된 부대들의 잔존병력과 SS 훈련소들의 교관 및 생도들, 기타 잡다한 병력들을 긁어모아 편성되었다. 별명 "1월 30일"은 아돌프 히틀러가 독일국 국가수상에 취임한 1933년 1월 30일을 의미한다.
제5SS산악군단에 배속되어 퓌르스텐부르크 바로 북쪽 오데르강 전선에서 싸우다가 베를린 공방전에도 참여했다. 할베 전투에서 소련군에게 궤멸되었으나 부대 병력 일부는 탕거뮌데에서 미군에게 항복했다.

## 같이 보기
- 독일 국방군의 사단 목록